# Mario Salieri
Mario Salieri (* 29. November 1957 in Neapel) ist ein italienischer Pornofilmregisseur und -produzent.

## Leben
Begonnen hat Salieri seine Karriere mit Semi-Amateurfilmen, die er in Amsterdam für den italienischen Markt produzierte. Seit 1990 dreht er mit seinem Unternehmen Salieri Productions Filme, die ihm den Ruf als einer der renommiertesten des Genres und zahlreiche einschlägigen Auszeichnungen einbrachte. Er hat unter anderem mit Kelly Trump und Mya Diamond gearbeitet sowie Divina, ein Porno-Musical, mit Zara Whites gedreht.

## Auszeichnungen (Auswahl)
- 1999: Venus Award für Stavros 1: Der Mythos
- 2000: Venus Award: Bester Film für Napoli
- 2001: FICEB Award: Mejor Director/Best Director für Divina[2][3]
- 2005: Eroticline Award: Beste internationale Regie
- 2006: FICEB Award: Mejor Director/Best Director für Die Witwe der Camorra

## Filmografie (Auswahl)
- 1999: Stavros 1: Der Mythos (Stavros)
- 2001: Divina – Der Weg zum Ruhm
- 2001: Spiegel der Angst aka Viva Italia!
- 2001: Casino
- 2002: Der Wille des Paten
- 2002: Faust – Im Sog des Seelen-Fängers
- 2006: Die Witwe der Camorra
- 2010–2011: Band of Bastards (5 Fortsetzungen)
- 2017: La Ciociara (3 Teile: 1 – Fuga da Roma, 2 – Il Viaggio, 3 – Ritorno a Sant’Eufemia)